# Markovics Magdolna
Markovics Magdolna (1964. december 17. –) válogatott labdarúgó, csatár. Az első hivatalos női válogatott mérkőzés résztvevője 1985-ben.

## Pályafutása

### A válogatottban
1985-ben két alkalommal szerepelt a válogatottban csereként.

## Statisztika

### Mérkőzései a válogatottban
| Magyarország | Magyarország      | Magyarország           | Magyarország  | Magyarország | Magyarország | Magyarország | Magyarország | Magyarország |
| #            | Dátum             | Helyszín               | Hazai         | Eredmény     | Vendég       | Kiírás       | Gólok        | Esemény      |
| ------------ | ----------------- | ---------------------- | ------------- | ------------ | ------------ | ------------ | ------------ | ------------ |
| 1.           | 1985. április 9.  | Siófok, Városi Stadion | Magyarország  | 1 – 0        | NSZK         | barátságos   | -            | becserélve   |
| 2.           | 1985. április 14. | Pozsony                | Csehszlovákia | 2 – 2        | Magyarország | barátságos   | -            | becserélve   |
|              | Összesen          |                        |               | 2            | mérkőzés     |              | 0            | gól          |